# 阿爾特姆
阿爾特姆（羅馬化：Artem，發音：[ɐrˈtɛm]) ，又譯阿爾泰姆、阿特姆，是源自希臘語的男性名字，在乌克兰尤为常见。另外也出現于亚美尼亚语標準語西亞美尼亞語中——“阿登”。
可指：
- 阿爾特姆·博布赫（英语：Artem Bobukh），烏克蘭足球運動員
- 阿爾特姆·布特寧（英语：Artem Butenin），烏克蘭足球運動員
- 阿爾特姆·多爾戈皮亞特（1997年—），以色列男子競技體操運動員，生於烏克蘭
- 阿特姆·費德茨基，烏克蘭足球運動員
- 阿爾特姆·費多爾琴科（英语：Artem Fedorchenko），烏克蘭足球運動員
- 阿爾特姆·卡西亞諾夫（英语：Artem Kasyanov），烏克蘭足球運動員
- 阿特姆·克拉維斯，烏克蘭足球運動員
- 阿特姆·米列夫斯基，烏克蘭足球運動員
- 阿爾特姆·皮沃瓦羅夫，烏克蘭歌手
- Artem Putivtsev，烏克蘭足球運動員
- Artem Semenenko，烏克蘭足球運動員
- Artem Tetenko，烏克蘭足球運動員
- Artem Tsoglin (born 1997), Israeli pair skater
- Artem Vaulin, a Ukrainian man believed to have operated the original KickassTorrents website
- Artem Yashkin，烏克蘭足球運動員
- Artem Zasyadvovk，烏克蘭足球運動員

## 備注
1. ↑  亞美尼亞語：
英語：
2. ↑  例：阿登·帕塔普蒂安